# Thomas Childers
Thomas Childers (* 1946 in Cleveland, Tennessee) ist ein US-amerikanischer Historiker.

## Leben
Childers studierte an der University of Tennessee und erhielt dort den BA und den MA. Den Ph.D. erwarb er in Geschichte 1976 an der Harvard University. Er lehrte an der University of Pennsylvania seit 1976 und trat 2017 in den Ruhestand als Professor Emeritus. Seine Forschungsschwerpunkte liegen bei Themen über Krieg und Gesellschaft, besonders im 20. Jahrhundert. Er ist ein Spezialist für die deutsche Geschichte.
Er hatte Gastprofessuren am Trinity Hall College, Cambridge, Smith College und Swarthmore College und hielt Vorlesungen in London, Oxford, Berlin und München.
Er produzierte ebenfalls mehrere Hörbücher.

## Schriften (Auswahl)
- The Nazi Voter. (Chapel Hill 1983), ISBN 978-0-80781570-0.
- (Hrsg.): The Formation of the Nazi Constituency, 1919–1933. (Totowa 1986).
- (Hrsg.): Reevaluating the Third Reich (= Europe Past and Present). (New York 1993).
- Wings of Morning. The story of the last American bomber shot down over Germany in World War II. (Reading, Mass. 1996).
- In the Shadows of War. An American Pilot’s Odyssey through Occupied France and the Camps of Nazi German. (Henry Holt, 2003).
- Soldier from the War Returning. The Greatest Generation’s Troubled Homecoming from World War II. (Houghton Mifflin, 2009).
- The Medic. Life and Death in the Last Days of World War II. (Algonquin Books, 2001), ISBN 978-1-56512305-2.
- World War II. A Military and Social History, Springfield, VA, 1998 (Hörbuch).
- The Third Reich. A History of Nazi Germany. (Simon & Schuster, 2017), ISBN 978-1-45165113-3.